# Ricardo López
Ricardo “El Finito” López Nava (Cuernavaca, 25 de Julho de 1966) é um ex-pugilista mexicano. Com 51 vitórias (38 por nocaute) e 1 empate nas 52 lutas que disputou, Finito é um dos poucos lutadores que encerraram suas carreiras sem nenhuma derrota, porém é o que tem o melhor cartel na história do boxe profissional.. Ele conquistou o título mundial no peso palha em 25 de outubro de 1990, depois de superar o japonês Hideyuki Ohashi, e defendeu seu cinturão com êxito até a aposentadoria, em 2001.
Em 2007, Finito foi induzido ao International Boxing Hall of Fame e ao World Boxing Hall of Fame.
Em 2014, ele foi eleito o "Maior Peso Palha" da história do boxe pelo "Houston Hall Boxing Hall of Fame".
Em 2016, Finito apareceu na 10a posição da lista "Os Melhores Pugilistas Peso Por Peso dos Últimos 25 Anos", elaborada pela ESPN.

## Na Cultura Popular
- No animanga japonês "Hajime No Ippo", o boxeador "Ricardo Martínez", é inspirado no Ricardo "Finito" López.[6] No capítulo 5 da segunda temporada, pouco depois de lutar com Eiji Date, "Ricardo Martínez" aparece derrotando o sparring Makunouchi Ippo usando apenas a mão esquerda, e deixa-o gravemente ferido no capítulo 6.

## Cartel
| 51 vitórias (38 nocautes), 0 derrotas, 1 Empate                                                             |           |         |                          |      |              |              |                                                             | |
| • KO = Nocaute • TKO = KO Técnico • UD = decisão unânime • SD = decisão dividida • MD = decisão majoritária |           |         |                          |      |              |              |                                                             | |
| # | Resultado | Recorde | Adversário               | Tipo | Round, temps | Data         | Local                                                       | Info                                                                                                   |
| 52 | Vitória   | 51–0–1  | Zolani Petelo            | KO   | 8(12), 1:32  | Sep 29, 2001 | Madison Square Garden, New York, New York                   | Retained IBF Light Flyweight title.                                                                    |
| 51 | Vitória   | 50–0–1  | Ratanapol Sor Vorapin    | TKO  | 3(12), 2:11  | Dec 2, 2000  | Mandalay Bay Resort & Casino, Las Vegas, Nevada             | Retained IBF Light Flyweight title.                                                                    |
| 50 | Vitória   | 49–0–1  | Will Grigsby             | UD   | 12           | Oct 2, 1999  | Hilton Hotel, Las Vegas, Nevada                             | Won IBF Light Flyweight title.                                                                         |
| 49 | Vitória   | 48–0–1  | Rosendo Alvarez          | SD   | 12           | Nov 13, 1998 | Hilton Hotel, Las Vegas, Nevada                             | Won WBA Minimumweight title. WBC Minimumweight title not on the line as Alvarez was over weight limit. |
| 48 | Empate    | 47–0–1  | Rosendo Alvarez          | TD   | 8(12)        | Mar 7, 1998  | Plaza de Toros, Mexico City, Distrito Federal, Mexico       | Retained Lineal and WBC Minimumweight titles. For WBA Minimumweight title.                             |
| 47 | Vitória   | 47–0    | Alex Sánchez             | TKO  | 5(12), 1:58  | Aug 23, 1997 | Madison Square Garden, New York, New York                   | Retained Lineal and WBC Minimumweight titles. Won WBO Minimumweight title.                             |
| 46 | Vitória   | 46–0    | Mongkol Charoen          | UD   | 12           | Mar 29, 1997 | Hilton Hotel, Las Vegas, Nevada                             | Retained Lineal and WBC Minimumweight titles.                                                          |
| 45 | Vitória   | 45–0    | Myung-Sup Park           | TKO  | 1(12), 2:22  | Dec 7, 1996  | Fantasy Springs Casino, Indio, California                   | Retained Lineal and WBC Minimumweight titles.                                                          |
| 44 | Vitória   | 44–0    | Morgan Ndumo             | TKO  | 6(12), 0:55  | Nov 9, 1996  | MGM Grand, Las Vegas, Nevada                                | Retained Lineal and WBC Minimumweight titles.                                                          |
| 43 | Vitória   | 43–0    | Kitichai Preecha         | KO   | 3(12), 1:46  | Jun 29, 1996 | Fantasy Springs Casino, Indio, California                   | Retained Lineal and WBC Minimumweight titles.                                                          |
| 42 | Vitória   | 42–0    | Edito “Ala” Villamor     | KO   | 8(12), 0:40  | Mar 16, 1996 | MGM Grand, Las Vegas, Nevada                                | Retained Lineal and WBC Minimumweight titles.                                                          |
| 41 | Vitória   | 41–0    | Andy Tabanas             | TKO  | 12(12), 2:45 | Apr 1, 1995  | Buffalo Bill's Star Arena, Primm, Nevada                    | Retained Lineal and WBC Minimumweight titles.                                                          |
| 40 | Vitória   | 40–0    | Yamil Caraballo          | TKO  | 1(12), 1:10  | Dec 10, 1994 | Estadio de Beisbol Monterrey, Monterrey, Nuevo León, Mexico | Retained Lineal and WBC Minimumweight titles.                                                          |
| 39 | Vitória   | 39–0    | Javier Varguez           | TKO  | 8(12), 1:33  | Nov 12, 1994 | Plaza Mexico, Mexico City, Distrito Federal, Mexico         | Retained Lineal and WBC Minimumweight titles.                                                          |
| 38 | Vitória   | 38–0    | Surachai Saengmorakot    | TKO  | 1(12), 1:53  | Sep 17, 1994 | MGM Grand, Las Vegas, Nevada                                | Retained Lineal and WBC Minimumweight titles.                                                          |
| 37 | Vitória   | 37–0    | Kermin Guardia           | UD   | 12           | May 7, 1994  | MGM Grand, Las Vegas, Nevada                                | Retained Lineal and WBC Minimumweight titles.                                                          |
| 36 | Vitória   | 36–0    | Manny Melchor            | KO   | 11(12), 2:00 | Dec 18, 1993 | Caesars Tahoe, Stateline, Nevada                            | Retained Lineal and WBC Minimumweight titles.                                                          |
| 35 | Vitória   | 35–0    | Toto Pongsawang          | TKO  | 11(12), 2:30 | Sep 19, 1993 | Capitol City Discotheque, Bangkok, Thailand                 | Retained Lineal and WBC Minimumweight titles.                                                          |
| 34 | Vitória   | 34–0    | Saman Sorjaturong        | TKO  | 2(12), 2:45  | Jul 3, 1993  | Parque la Junta, Nuevo Laredo, Tamaulipas, Mexico           | Retained Lineal and WBC Minimumweight titles.                                                          |
| 33 | Vitória   | 33-0    | Kwang-Soo Oh             | TKO  | 9(12)        | Jan 31, 1993 | Indoor Gymnasium, Pohang City, South Korea                  | Retained Lineal and WBC Minimumweight titles.                                                          |
| 32 | Vitória   | 32–0    | Rocky Lin                | KO   | 2(12)        | Oct 11, 1992 | Korakuen Hall, Tokyo, Japan                                 | Retained Lineal and WBC Minimumweight titles.                                                          |
| 31 | Vitória   | 31–0    | Singprasert Kittikasem   | KO   | 5(12)        | Aug 22, 1992 | Auditorio de Madero, Ciudad Madero, Tamaulipas, Mexico      | Retained Lineal and WBC Minimumweight titles.                                                          |
| 30 | Vitória   | 30–0    | Pretty Boy Lucas         | UD   | 12(12)       | Mar 16, 1992 | Fronton Mexico, Mexico City, Distrito Federal, Mexico       | Retained Lineal and WBC Minimumweight titles.                                                          |
| 29 | Vitória   | 29–0    | Kyung-Yun Lee            | UD   | 12(12)       | Dec 21, 1991 | Jamsil Arena, Seoul, South Korea                            | Retained Lineal and WBC Minimumweight titles.                                                          |
| 28 | Vitória   | 28–0    | Kimio Hirano             | TKO  | 8(12)        | May 19, 1991 | Kusanagi Gymnasium, Shizuoka, Shizuoka, Japan               | Retained Lineal and WBC Minimumweight title.                                                           |
| 27 | Vitória   | 27–0    | Hideyuki Ohashi          | TKO  | 5(12)        | Oct 25, 1990 | Korakuen Hall, Tokyo, Japan                                 | Won Lineal and WBC Minimumweight titles.                                                               |
| 26 | Vitória   | 26–0    | Francisco Montiel        | UD   | 10(10)       | Jun 29, 1990 | Mexico City, Distrito Federal, Mexico                       | |
| 25 | Vitória   | 25–0    | Jorge Rivera             | KO   | 8(12)        | Mar 15, 1990 | Fairmont Hotel, Dallas, Texas                               | Retained WBC Continental Americas Minimumweight title.                                                 |
| 24 | Vitória   | 24–0    | Rey Hernandez            | KO   | 12(12)       | Nov 7, 1989  | Arena Mexico, Mexico City, Distrito Federal, Mexico         | Won WBC Continental Americas Minimumweight title.                                                      |
| 23 | Vitória   | 23–0    | Jose Luis Zepeda         | TKO  | 7(10)        | Aug 26, 1989 | Mexico City, Distrito Federal, Mexico                       | |
| 22 | Vitória   | 22–0    | Raymundo Ricardo Mendoza | KO   | 5            | Aug 4, 1989  | Tulancingo, Hidalgo, Mexico                                 | |
| 21 | Vitória   | 21–0    | Abel Andres              | KO   | 2            | Jul 8, 1989  | León, Guanajuato, Mexico                                    | |
| 20 | Vitória   | 20–0    | Jorge Torres             | KO   | 8            | May 30, 1989 | Guasave, Sinaloa, Mexico                                    | |
| 19 | Vitória   | 19–0    | Javier Juarez            | UD   | 10(10)       | May 6, 1989  | Mexico City, Distrito Federal, Mexico                       | |
| 18 | Vitória   | 18–0    | Ubaldo Gonzalez          | TKO  | 6            | Jan 27, 1989 | Mazatlan, Sinaloa, Mexico                                   | |
| 17 | Vitória   | 17–0    | Ismael Benitez           | UD   | 10(10        | Nov 12, 1988 | Mexico City, Distrito Federal, Mexico                       | |
| 16 | Vitória   | 16–0    | Evaristo Morales         | KO   | 5            | Aug 27, 1988 | Mexico City, Distrito Federal, Mexico                       | |
| 15 | Vitória   | 15–0    | Fermin Rivera            | KO   | 3            | Jul 30, 1988 | Zacapu, Michoacán, Mexico                                   | |
| 14 | Vitória   | 14–0    | Javier Alonso            | UD   | 10(10)       | Aug 18, 1987 | Mexico City, Distrito Federal, Mexico                       | |
| 13 | Vitória   | 13–0    | Alex Mollado             | KO   | 1            | Jul 31, 1987 | Acapulco, Guerrero, Mexico                                  | |
| 12 | Vitória   | 12–0    | Eduardo Ramirez          | UD   | 10(10)       | Apr 18, 1987 | Mexico City, Distrito Federal, Mexico                       | |
| 11 | Vitória   | 11–0    | Herminio Ramirez         | UD   | 10(10)       | Dec 8, 1986  | Tlalnepantla, México, México                                | |
| 10 | Vitória   | 10–0    | Jorge Flores             | KO   | 2            | Oct 6, 1986  | Nezahualcóyotl, Mexico, Mexico                              | |
| 9 | Vitória   | 9–0     | Herminio Ramirez         | UD   | 10(10)       | Jul 28, 1986 | Nezahualcóyotl, Mexico, Mexico                              | |
| 8 | Vitória   | 8–0     | Santiago Huizar          | KO   | 2            | May 1, 1986  | Zacatecas, Zacatecas, Mexico                                | |
| 7 | Vitória   | 7–0     | Reyes Mendez             | KO   | 1            | Mar 24, 1986 | Nezahualcóyotl, Mexico, Mexico                              | |
| 6 | Vitória   | 6–0     | Narciso Panchi           | KO   | 5            | Aug 2, 1985  | Arena Naucalpan, Mexico City, Distrito Federal, Mexico      | |
| 5 | Vitória   | 5–0     | Manuel Martinez          | KO   | 2            | Jun 27, 1985 | San Luis Potosi, San Luis Potosi, Mexico                    | |
| 4 | Vitória   | 4–0     | Javier Dominguez         | KO   | 3            | Mar 8, 1985  | Cuernavaca, Morelos, Mexico                                 | |
| 3 | Vitória   | 3–0     | Sebastian Reyes          | KO   | 2            | Feb 18, 1985 | Cuernavaca, Morelos, Mexico                                 | |
| 2 | Vitória   | 2–0     | Antonio Arciniega        | KO   | 2            | Feb 6, 1985  | Cuernavaca, Morelos, Mexico                                 | |
| 1 | Vitória   | 1–0     | Rogelio Hernandez        | KO   | 3(4)         | Jan 18, 1985 | Cuernavaca, Morelos, Mexico                                 | |